# Noorderbuurt (Texel)
Noorderbuurt is een buurtschap in de gemeente Texel in de provincie Noord-Holland.
Noorderbuurt ligt net ten noorden van Oosterend op het Nederlandse waddeneiland Texel. In 1680 bestond de buurtschap uit twee boerderijen. Later groeide het iets. In 1856 wordt de plaats als Noord Geest genoemd. Die naam was een verwijzing naar het feit dat het een noordelijke ligging had op de geestgrond. Later werd het weer Noorderbuurt, mede waarschijnlijk door de hoeve die er stond die deze naam voerde. In 1971 werd de hoeve verkocht aan de Vereniging Bartimeus, een instituut voor begeleiding van slechtziende jeugd. De hoeve kreeg zo de naam Bartimeushoeve. Na verkoop in 1997 aan de Stichting Child Right Worldwide werd de hoeve een conferentie-oord met de naam Walden Noord. Enige jaren later werd de hoeve gekocht door het nabijgelegen softwarebedrijf SnelStart. De hoeve wordt thans gebruikt om instructielessen te geven aan klanten en medewerkers. De naam van de boerderij is veranderd in Noorderhoeve.
Dorpen en gehuchten: 't Horntje · De Cocksdorp · De Koog · De Waal · Den Burg · Den Hoorn · Oosterend · Oudeschild

Buurtschappen: Bargen · Burger Nieuwland · De Kuil · De Naal ·  De Nes · De Westen · Dijkmanshuizen · Driehuizen · Harkebuurt · Het Noorden · Midden-Eierland · Molenbuurt · Nieuweschild · Noord Haffel · Noorderbuurt · Ongeren · Oost · Spang · Spijkdorp · Tienhoven · Westergeest · Westermient · Zevenhuizen · Zuid-Eierland · Zuid Haffel

Noord-Holland: Steden en dorpen in Noord-Holland      Nederland: Provincies · Gemeenten